# Grønlund
Grønlund este o localitate din comuna Gjerdrum, provincia Akershus, Norvegia, cu o suprafață de 2,07 km² și o populație de 4.438 locuitori (2013).